# Ranunculus melanogynus
Ranunculus melanogynus W.T. Wang – gatunek rośliny z rodziny jaskrowatych (Ranunculaceae Juss.). Występuje endemicznie w Chinach, w południowej części Tybetu. 

## Morfologia
PokrójBylina dorastająca do 3–5 cm wysokości.
LiścieSą trójdzielne. Mają nerkowato pięciokątny kształt. Mierzą 4–6 cm długości oraz 6–11 cm szerokości. Nasada liścia ma sercowaty kształt. Brzegi są całobrzegie. Ogonek liściowy jest nagi i ma 2–4,5 cm długości.
KwiatySą pojedyncze. Pojawiają się na szczytach pędów. Mają żółtą barwę. Dorastają do 12–14 mm średnicy. Mają 5 eliptycznych lub owalnych działek kielicha, które dorastają do 3–5 mm długości. Mają 5 owalnych płatków o długości 5–6 mm.

## Biologia i ekologia
Rośnie na skalistych zboczach. Występuje na obszarze górskim na wysokości około 5500 m n.p.m. Kwitnie w lipcu. Preferuje stanowiska w półcieniu. Dobrze rośnie na wilgotnym, próchnicznym i żwirowym podłożu.